# Extraction d'unités folliculaires
Pour les articles homonymes, voir FUE.
La méthode d' extraction d'unités folliculaires (couramment abrégé FUE  pour le terme anglais « Follicular unit extraction » et aussi connu comme follicular transfer (FT)) est une des deux principales méthodes d'obtention d'unités folliculaires, normalement composée de groupe de un à quatre cheveux, pour une greffe de cheveux. L'autre méthode est appelée Follicular unit transplantation (FUT). Selon la méthode FUE, des unités folliculaires individuels sont directement extraites de la zone donneuse de restauration de cheveux du patient, idéalement un à la fois. Ceci diffère de la méthode FUT qui enlève une bandelette de peau du patient puis la dissèque en une multitude d'unités folliculaires individuelles. Les unités folliculaires obtenues par chacune des méthodes sont les blocs de construction élémentaires de la micro-transplantation d’unités folliculaires.

## Historique et recherche
La méthode FUE a été décrite pour la première fois par Masumi Inaba au Japon en 1988 qui a présenté l'utilisation d'une aiguille d'1 mm pour extraire des unités folliculaires,. La recherche sur le sujet a été menée à travers les années 1990. En 2002, la méthode FUE a été pour la première fois décrite dans la littérature médicale par William R. Rassman et Robert M. Bernstein dans leur publication Follicular Unit Extraction: Minimally Invasive Surgery for Hair Transplantation., Des appareils FUE robotiques ont été débattus lors de la rencontre de l’International Society of Hair Restoration Surgery (ISHRS) de 2007, et la recherche dans le domaine d'appareils robotiques a été présentée par le docteur Miquen G. Canales et le docteur David Berman à la rencontre de l'ISHRS de 2008. La recherche a été menée par Restoration Robotics à Mountain View et la Berman Skin Institute à Palo Alto et ont trouvé que les follicules pouvaient être enlevés individuellement jusqu'à une moyenne de 1000 par heure via l'usage d'aiguilles creuses de 1 mm. Malgré la démonstration de la preuve des réductions du taux de transection par rapport à la discussion de la première année, les résultats ont suggéré que la transection à un taux entre 6 et 15 % n'était pas assez bas pour un usage général dans les procédés de restauration de cheveux.
Il y a encore très peu de chirurgiens et praticiens qui maîtrisent la méthode FUE car le procédé prend considérablement de temps et nécessite d'apprendre et de développer des compétences à un niveau élevé.

## Survie des unités folliculaires
La survie des unités folliculaires après l'extraction du cuir chevelu est une des variables clé du succès de la greffe de cheveux. Si les unités folliculaires sont transectionnés durant l'extraction, il y a une plus grande probabilité qu'ils ne survivent pas à la greffe, et la greffe de cheveux échouera. Alors qu'en utilisant un prélèvement de bandelette d'unités folliculaires, la méthode FUT garantie un grand nombre d'unités folliculaires non transectionnés, la méthode FUE peut transectionner les greffons, les rendant inutilisables dans la greffe. Des efforts significatifs ont été faits pour réduire le taux de transection dans la méthode FUE. Les compétences du chirurgien et de son équipe et le type d'instrument utilisé sont les facteurs principaux du rendement et de la viabilité des unités folliculaires.

## Optimisation des résultats
Dans la méthode FUE, les greffons, c'est-à-dire l'unité folliculaire prélevés, sont retirés à l'aide d'un micro-moteur et implantés avec des micro-pinces, afin de minimiser le risque de traumatisme à la fois dans la zone d'échantillonnage et dans la zone d’implantation. Afin d’optimiser le résultat, il est possible de greffer des implants d'une taille légèrement supérieure à la moyenne, sur la région du haut du crâne ou de la tonsure, afin d'obtenir une meilleure densité sur la région implantée, lorsque les cheveux auront repoussé. Les micro forages ne dépasseront pas le millimètre de diamètre, de manière que les cicatrices résiduelles restent indétectables.

## Cicatrisation
La collecte de greffon de la méthode FUE, provoque des creux de cicatrisation; de petites cicatrices rondes et typiquement blanches; sur la zone donneuse du patient où les greffons ont été prélevés. La cicatrisation FUE diffère de la cicatrisation FUT car la méthode FUT provoque une cicatrice linéaire dans la zone donneuse où la bandelette de peau a été enlevée. Aussi bien les creux de cicatrisation de FUE que la cicatrice linéaire de FUT sont généralement difficiles à détecter quand les cheveux sur la zone donneuse sont à longueur normale et que l'extraction est pratiquée par un chirurgien expérimenté. Le résultat du processus de rétablissement et ainsi l'apparence du tissu des cicatrices dépendent de plusieurs variables dont le type d'extraction, les compétences du chirurgien et, pour la méthode FUT, la technique de refermeture de la blessure. Aussi bien pour FUE que pour FUT, les cheveux courts ou la tête rasée vont typiquement révéler des cicatrisations.

## Comparaison avec la méthode FUT
La méthode FUE a généralement un temps de recouvrement chez le patient plus court et des désagréments post-opératoires significativement plus faibles qu'avec la méthode FUT. FUE permet une alternative à FUT quand le cuir chevelu est trop fin pour une excision de bandelette et permet au greffeur de cheveux de récolter des cheveux plus fins au niveau de la nuque pour être utilisés à la lisière des cheveux ou pour les sourcils,. En revanche, avec FUE, les follicules sont récoltés sur une plus grande zone donneuse par rapport à FUT, estimé à huit fois plus grande que la traditionnelle excision de bandelette donc cela nécessite aux patients d'avoir des cheveux taillés sur une plus grande zone donneuse,. Par conséquent, les cheveux sur la partie haute et la partie basse de la zone donneuse, où les greffons ont été prélevés, peuvent s'éclaircir et ceci peut rendre les cicatrices de la zone donneuse visibles. Les follicules récoltés sur le contour de la zone donneuse peuvent ne pas être réellement permanents, et donc avec le temps, les cheveux greffés peuvent être perdus. Le rendement maximum d'unités folliculaires est inférieure à celui de FUT et peut entraîner un plus grand nombre de transections folliculaires (perte). À cause des cicatrisations et des distorsions du cuir chevelu donneur de la méthode FUE, cela rend les sessions suivantes plus difficiles, et les greffons sont plus fragiles et sujet au traumatisme durant le replacement, puisqu'ils leur manquent souvent le derme protecteur et la matière grasse des greffons microscopiquement disséqués, pouvant finalement entraîner une croissance pauvre. Un problème de greffons ensevelis peut se produire quand le greffon est inséré dans la matière grasse à travers une petite incision. La méthode FUE peut aussi être plus chère et prendre plus de temps à réaliser que la méthode FUT, si bien que les greffons sont souvent plus longtemps à l'extérieur du corps, risquant une croissance moins optimale.